# Kin (The Last of Us)
"Kin" es el sexto episodio de la primera temporada de la serie de televisión de drama postapocalíptico estadounidense The Last of Us. Escrita por el cocreador de la serie Craig Mazin y dirigida por Jasmila Žbanić, se emitió en HBO el 19 de febrero de 2023. En el episodio, Joel (Pedro Pascal) y Ellie (Bella Ramsey) viajan a Jackson, Wyoming, donde encuentran al hermano de Joel, Tommy (Gabriel Luna), y a su esposa María (Rutina Wesley).
El episodio se filmó en noviembre y diciembre de 2021. Žbanić se sintió atraída por la historia porque sintió que el funcionamiento de la sociedad de Jackson reflejaba sus experiencias de crecimiento en Sarajevo. La ciudad de Canmore, Alberta, se utilizó para replicar Jackson; se transformaron los negocios locales y se construyeron edificios en la ciudad, incluido un 30 pies (9,1 m) Muro de troncos en una calle principal. El episodio recibió críticas positivas, con elogios por su escritura, dirección, cinematografía y actuaciones de Pascal, Ramsey y Luna. Fue visto por 7,8 millones de espectadores en su primer día. Pascal fue nominado a Actor Principal en una Serie Dramática en los 75º Premios Primetime Emmy por su actuación en el episodio.

## Trama
Tres meses después de ver a Henry suicidarse, Joel y Ellie llegan a Wyoming. Una pareja aislada, Florence y Marlon, les cuentan su paradero y les advierten que eviten los peligros más al oeste. Al enterarse de que su hermano Tommy puede estar muerto, Joel sufre un ataque de pánico.
Viajando más al oeste, Joel y Ellie están rodeados por un grupo liderado por María, quien los lleva a una comunidad segura en Jackson. Joel se reencuentra con Tommy. A él y a Ellie se les proporciona comida, ropa limpia y una casa. María le corta el cabello a Ellie y le advierte que tenga cuidado de confiar en los demás, citando el peligroso pasado de Joel; Ellie lo refuta, citando el de Tommy. Ellie se entera de la hija de Joel, Sarah, que murió veinte años antes. Joel intenta convencer a Tommy de unirse a él y Ellie para llegar a las Luciérnagas que, según cree Tommy, están en Colorado; Tommy se niega porque María está embarazada. Mientras sufre otro ataque de pánico, Joel ve a una chica que le recuerda a Sarah.
Más tarde, Joel le cuenta a Tommy sobre la inmunidad de Ellie y su salud y estado mental en deterioro, citando sueños que no puede recordar pero que recuerda haber sentido pérdida. Joel le pide a Tommy que lleve a Ellie a las Luciérnagas porque teme no poder mantenerla a salvo; él acepta llevarla a la mañana siguiente, lo cual Ellie escucha. Más tarde, reconoce los temores de Joel con respecto a la muerte de su hija, pero argumenta que su ausencia solo la asustará más. Joel, enojado porque Ellie menciona la muerte de Sarah, le dice que ella no es su hija, ni él su padre, y afirma que se separarán. Angustiado, se retira a su dormitorio y piensa en Sarah.
Por la mañana, Joel le permite a Ellie elegir si viaja con él o con Tommy, y ella lo elige a él. Llegan a la Universidad del Este de Colorado, donde descubren que las Luciérnagas se han marchado; un mapa apunta hacia el Hospital St. Mary's en Salt Lake City, Utah. Joel y Ellie intentan escapar después de ver a un grupo de asaltantes. Uno de los hombres ataca a Joel; Joel lo mata después de sufrir una grave puñalada. Joel y Ellie escapan de los hombres que los persiguen, aunque Joel se desploma del caballo después y Ellie le ruega que sobreviva, afirmando que no puede continuar sin él.

## Producción

### Concepción y escritura
"Kin" fue escrita por el cocreador de la serie The Last of Us, Craig Mazin, y dirigida por Jasmila Žbanić;   fue la primera experiencia de Žbanić dirigiendo televisión.  Fue anunciada como una de las directoras del programa en abril de 2021.  A Žbanić le ofrecieron dirigir los dos episodios anteriores: "Please Hold to My Hand" y "Endure and Survive", que tienen lugar en la ciudad de Kansas, Misuri, devastada por la guerra, ya que había vivido el asedio de Sarajevo. Sin embargo, estaba más interesada en "Kin" porque demostraba una sociedad funcional;  Ella sintió que había sobrevivido en Sarajevo gracias a la solidaridad, algo que quería reflejar en Jackson. Žbanić intentó jugar el juego antes de ver los videos de YouTube, particularmente las secuencias que aparecen en "Kin". Descubrió que los jugadores le dijeron que querían "emociones y atmósfera" en el espectáculo, lo cual ella intentó incluir. 
Mazin y el cocreador Neil Druckmann, quien escribió y codirigió el videojuego en el que se basa la serie, querían que el comienzo de "Kin" brindara ligereza después del final traumático del episodio anterior, además de demostrar el desarrollo de la relación de Joel y Ellie. La mención de Joel de sentirse como si hubiera perdido algo mientras dormía fue una contribución de Pedro Pascal, quien interpreta al personaje. Mazin quería que el argumento de Joel y Ellie fuera casi idéntico a la versión del juego, incluyendo el bloqueo y el diseño del escenario, debido a su efectividad y el impacto que tuvo en él;  la consideraba la escena más famosa del juego.  La lesión de Joel fue alterada con respecto al juego (en el que es empalado por una varilla de refuerzo después de caerse de un balcón del segundo piso) ya que la serie está más centrada en la acción y los impactos. 
Jackson no apareció en el primer juego; las escenas de Tommy y María en el primer juego tuvieron lugar en la presa cerca de Jackson, ya que el equipo carecía del tiempo y el presupuesto para agregar la ciudad. Jackson se convirtió en el lugar de inicio de The Last of Us Part II (2020).  Para el programa, Mazin y Druckmann sintieron que trasladar las escenas dentro de la ciudad las hacía más interesantes. El interés de Ellie por el espacio se presentó en la Parte II. Mazin sintió que la serie de televisión brindaba la oportunidad de hacer referencia a elementos de la secuela anterior. El interés de Joel en vivir en un rancho de ovejas fue de manera similar una referencia a la Parte II . La niña que mira fijamente a Ellie es una referencia a Dina de ese mismo juego.
Una canción de la banda sonora del juego, "All Gone" de Gustavo Santaolalla, se utiliza en el episodio para recordar a los espectadores la muerte de Sarah. Los créditos utilizan la canción "Never Let Me Down Again", cantada por la hija de Mazin, Jessica; la versión original de Depeche Mode se utilizó en el primer episodio. Mazin quería que la canción usara una voz femenina para hacerse eco de Ellie. Apreció el momento porque involucraba a Jessica, su verdadera hija, y a la actriz de Ellie, Bella Ramsey, a quien consideraba como una hija adoptiva. Mazin incluyó la película The Goodbye Girl (1977), que había visto mientras crecía, ya que contaba la historia de un niño que obtiene una figura paterna. Consideraba que la inclusión del arte demostraba la funcionalidad de la ciudad.

### Reparto y personajes
Žbanić reveló el casting de Graham Greene, Elaine Miles y Rutina Wesley el 9 de diciembre de 2021.  Se confirmó que Greene y Miles interpretarán a los personajes originales Marlon y Florence en agosto de 2022.  Mazin sintió que, al igual que otras parejas del programa, se hacían eco de partes de la relación de Joel y Ellie. El papel de Wesley como María fue anunciado el 9 de enero de 2023.  Investigó el juego para "capturar la esencia" de María, pero quería evitar replicarla;  le parecía "aterrador" interpretar un personaje preestablecido, pero quería añadirle su "energía".  Ella apreciaba la tranquilidad de María como líder y observó que era una persona que sólo sonríe con los ojos;  pensó que María había asumido naturalmente un rol de liderazgo debido a su historia como asistente del fiscal de distrito.  Wesley sintió que María gravitaba hacia Ellie de una manera maternal sin darse cuenta, debido en parte a su embarazo.  Gabriel Luna sintió que Tommy se sentía atraído por María debido a "su misericordia y su fuerza".  Él pensó que Tommy se sentía culpable por haber superado la muerte de Sarah, mientras que Joel no. 

### Rodaje
Christine A. Maier trabajó como directora de fotografía del episodio.  Los preparativos se llevaron a cabo en Canmore, Alberta, el sustituto de Jackson, del 1 al 16 de noviembre de 2021, seguidos por la producción del 15 al 20 de noviembre,  con Pascal, Ramsey y Luna presentes en el set;   se utilizaron aproximadamente 300 extras, así como caballos.  La mayoría de las empresas de la ciudad firmaron acuerdos respecto del impacto del programa, y la producción pagaría entre CA$1,000 y CA$1,500 por día. 
El diseñador de producción John Paino quería que Jackson mostrara la "belleza natural" del Medio Oeste para contrastar con el "hormigón" de las ubicaciones anteriores.  Su equipo construyó invernaderos y establos en estacionamientos vacíos y agregó detalles a los edificios existentes en Canmore. El muro de troncos de 9,1 m de altura se construyó en una calle principal; era necesario abrirlo para permitir el paso del tráfico.  La conversación de Joel y Tommy en un bar fue filmada en el Hotel Wainwright en Heritage Park Historical Village, que Paino sintió que "encajaba con el estilo rústico del oeste".
A finales de noviembre, el rodaje tuvo lugar en la Universidad Mount Royal y el Instituto de Tecnología del Sur de Alberta (SAIT),  recreando la ficticia Universidad del Este de Colorado.  Se quitó la nieve en SAIT y se agregó follaje en ambos lugares para producir un ambiente otoñal.  Žbanić completó la producción el 9 de diciembre. 

## Recepción

### Transmisión y audiencia
El episodio se emitió en HBO el 19 de febrero de 2023.  El episodio tuvo 7.8 millones de espectadores en Estados Unidos en su primera noche, incluyendo espectadores lineales y transmisiones en HBO Max.  En televisión lineal, tuvo 841.000 espectadores, con un 0,28% de cuota de pantalla.  En HBO Max, se transmitió durante aproximadamente 759,6 millones de minutos del 20 al 26 de febrero.  Los espectadores notaron dos tomas en las que los miembros de la producción fueron visibles brevemente;   fueron borradas digitalmente del episodio varios días después.

### Respuesta crítica
En el agregador de reseñas Rotten Tomatoes, "Kin" tiene un índice de aprobación del 100 por ciento basado en 31 reseñas, con una calificación promedio de 8.7/10. El consenso crítico del sitio web calificó el episodio como "una entrega relativamente suave que destaca algunos de los trabajos más sorprendentes de Pedro Pascal hasta el momento".  Steve Greene de IndieWire sintió que la presentación de Jackson se benefició de la dirección de Žbanić;  David Cote de AV Club elogio su control de los tonos variables del episodio y escribió que "Kin" fue "probablemente el episodio visualmente más hermoso hasta ahora".  Simon Cardy de IGN comparó favorablemente la cinematografía con películas clásicas del Oeste como The Searchers (1956) y True Grit (1969).
Bernard Boo, de Den of Geek, calificó las actuaciones de Pascal y Ramsey como "posiblemente las mejores... de sus respectivas carreras".  Pascal fue nominado a Actor Principal en una Serie Dramática en los 75º Premios Primetime Emmy por su actuación.  TVLine lo nombró Artista de la Semana, citando sus emociones y fisicalidad;  Aaron Bayne de Push Square opinó que Pascal equilibró "la masculinidad estoica con la tierna vulnerabilidad",  y Cote de The AV Club alabó su monólogo a Tommy.  El ataque de pánico de Joel se convirtió en un meme de Internet sobre la ansiedad y el miedo.    Germain Lussier de io9 sintió que la actuación de Ramsey brilló en el enfrentamiento de Ellie y Joel,  y Cardy de IGN elogió su capacidad para cambiar entre emoción y comedia.  Los críticos disfrutaron de la química entre Pascal y Luna,   y Bayne de Push Square consideró la actuación de Luna "un maravilloso contrapunto a Joel", citando el vínculo familiar y la tensión subyacente.  Gene Park, de Washington Post, elogió a Wesley, Greene y Miles;  Pete Volk, de Polygon, consideró que los dos últimos eran los más destacados y quería más. 
Los críticos elogiaron la escritura de Mazin.   Lussier de io9 encontró que el enfoque del episodio en la supervivencia encapsulaba las mejores cualidades de la serie.  Bradley Russell, de Total Film, elogió el uso del humor en el guion y las interacciones entre Joel y Tommy y, aunque se resolvió con demasiada claridad, consideró que el enfrentamiento entre Joel y Ellie era uno de los mejores momentos del programa hasta la fecha.  Cote del AV Club elogió de manera similar el humor, las emociones y el uso económico del diálogo de Mazin.  Alex Cranz de The Verge apreció el ritmo mejorado al omitir las secuencias de acción del juego.  Darren Mooney de The Escapist y Dais Johnston de Inverse aplaudieron el reconocimiento del comunismo en Jackson como una subversión refrescante de las historias postapocalípticas.   Varios críticos admiraron la inclusión de una copa menstrual, señalando que la higiene femenina a menudo no se reconoce en el género.    Cardy de IGN y Bayne de Push Square encontraron el final un poco apresurado a pesar de la alta calidad en el resto del libro. 